# 李涉 (嗣滕王)
李涉（?—?），原名李茂宗，唐朝宗室，唐高祖的曾孙，滕王李元婴的孙子，李脩琂的儿子。
垂拱年间，他的伯父李脩琦兄弟六人，被诬陷进入诏狱，死在狱中。唐中宗神龙初年，唐中宗封李涉为嗣滕王。李涉体态丰硕，长得相貌类似胡人。唐玄宗开元十二年（724年），加银青光禄大夫，授左骁卫将军。天宝初年，担任淮安郡别驾，去世。其子李湛然嗣爵。

## 子孙
- 李湛然，嗣滕王
- 李卓然，水部郎中、兼侍御史
  - 李亰
  - 李宰
  - 李衮